# Liste bekannter Persönlichkeiten der Reichsuniversität Löwen
In dieser Liste finden sich bekannte Angehörige der Reichsuniversität Löwen, eine liberale und neutrale Universität, gegründet in Löwen und aufgelöst 1835.
Im Jahr 1817 wurde in Löwen eine Reichsuniversität gegründet, aber im Jahr 1835 im Zuge der Neuregelung des Hochschulwesens im Königreich Belgien abgeschafft.

## A
| Bild | Person | Tätigkeit | Verbindung zur Reichsuniversität Löwen |
| ---- | ------ | --------- | -------------------------------------- |

## B
| Bild           | Person                                    | Tätigkeit                                      | Verbindung zur Reichsuniversität Löwen                                                                    |
| -------------- | ----------------------------------------- | ---------------------------------------------- | --- |
|                | Pierre-Joseph van Beneden (1809–1894)     | belgischer Parasitologe und Paläontologe       | Professor für Zoologie (ab 1835) an der Katholischen Universität, Studium an der Reichsuniversität Löwen. |
|                |                                           |                                                | |
| Karl Bernhardi | Karl Bernhardi (1799–1874)                | deutscher Schriftsteller und Politiker         | Universitätsbibliothekar (ab 1826)                                                                        |
|                | Johann Michael Franz Birnbaum (1792–1877) | deutscher Rechtswissenschaftler und Dramatiker | Professor für Rechtswissenschaften                                                                        |

## D
| Bild | Person                         | Tätigkeit                                                                         | Verbindung zur Reichsuniversität Löwen |
| ---- | ------------------------------ | --------------------------------------------------------------------------------- | -------------------------------------- |
|      | August van Dievoet (1803–1865) | belgischer Rechtshistoriker, Richter und Rechtsanwalt am belgischen Kassationshof | Studium der Rechtswissenschaften       |

## G
| Bild | Person                   | Tätigkeit            | Verbindung zur Reichsuniversität Löwen |
| ---- | ------------------------ | -------------------- | -------------------------------------- |
|      | Jules Guérin (1801–1886) | belgischer Mediziner | Studium (1821–1826)                    |

## J
| Bild                | Person                          | Tätigkeit                                                                       | Verbindung zur Reichsuniversität Löwen                                           |
| ------------------- | ------------------------------- | ------------------------------------------------------------------------------- | -------------------------------------------------------------------------------- |
| Jean Joseph Jacotot | Jean Joseph Jacotot (1770–1840) | französischer Gelehrter und Begründer der nach ihm benannten Unterrichtsmethode | Professor für französische Sprache und Literatur an der Reichsuniversität Löwen. |

## M
| Bild             | Person                       | Tätigkeit                         | Verbindung zur Reichsuniversität Löwen                                         |
| ---------------- | ---------------------------- | --------------------------------- | ------------------------------------------------------------------------------ |
| Franz Josef Mone | Franz Josef Mone (1796–1871) | badischer Archivar und Historiker | Professor für Statistik und Politik (1827–1830) an der Reichsuniversität Löwen |

## W
| Bild                                         | Person                                                   | Tätigkeit                                | Verbindung zur Reichsuniversität Löwen                             |
| -------------------------------------------- | -------------------------------------------------------- | ---------------------------------------- | ------------------------------------------------------------------ |
|                                              | Leopold August Warnkönig (1794–1866)                     | deutscher Jurist                         | Professor für Rechtswissenschaften an der Reichsuniversität Löwen. |
| Clemens August von Westphalen zu Fürstenberg | Clemens August von Westphalen zu Fürstenberg (1805–1885) | deutscher Fideikommissherr und Politiker | Studium der Rechtswissenschaften                                   |
| Sylvain van de Weyer                         | Sylvain van de Weyer (1802–1874)                         | belgischer Politiker                     | Studium der Rechtswissenschaften an der Reichsuniversität Löwen.   |